# Elaeocarpus bilongvinas
Elaeocarpus bilongvinas är en tvåhjärtbladig växtart som beskrevs av M.J.E. Coode. Elaeocarpus bilongvinas ingår i släktet Elaeocarpus och familjen Elaeocarpaceae. Inga underarter finns listade i Catalogue of Life.